# Système nerveux sympathique
 (juillet 2022).
Si vous disposez d'ouvrages ou d'articles de référence ou si vous connaissez des sites web de qualité traitant du thème abordé ici, merci de compléter l'article en donnant les références utiles à sa vérifiabilité et en les liant à la section « Notes et références ».
Le système nerveux sympathique ou système nerveux orthosympathique ou adrénergique, est une des trois parties du système nerveux autonome. Les deux autres parties sont le système nerveux entérique et le système nerveux parasympathique, ce dernier déclenchant la plupart du temps des réponses antagonistes au système nerveux sympathique.
Il est responsable du contrôle d'un grand nombre d'activités automatiques de l'organisme, telles que le rythme cardiaque ou la contraction des muscles lisses. Les ganglions nerveux sympathiques ont été identifiés dès le milieu du XIXe siècle, et le système nerveux a notamment été formalisé en 1921 par John Newport Langley.

## Fonctions

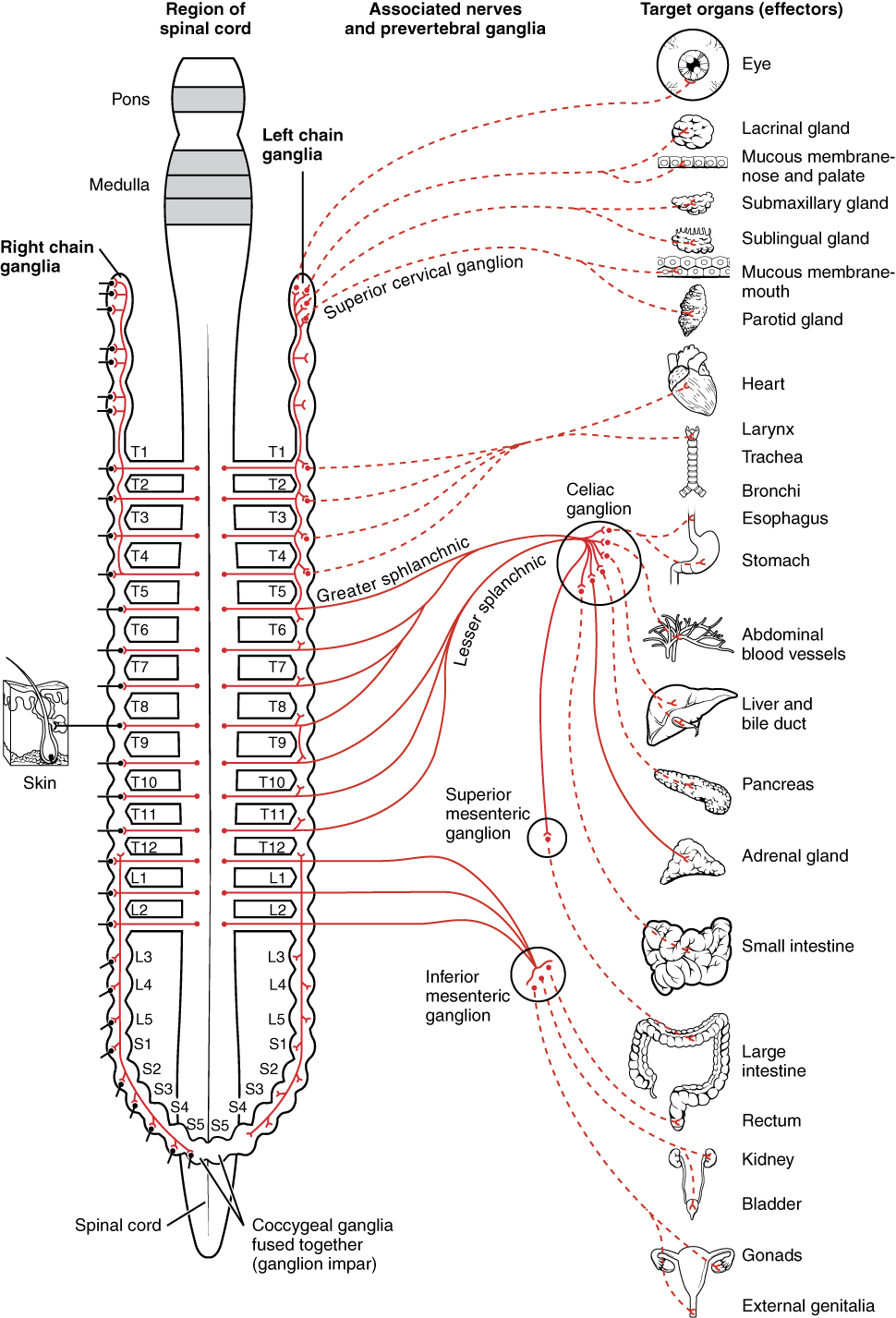
Connexions du système nerveux sympathique

Le système nerveux (ortho)sympathique intervient dans les situations de stress et d’alerte (effort ou danger perçu). Il prépare l'organisme à faire face à un défi physique ou psychologique. La dénomination « sympathique », du grec syn (avec) et pathos (souffrance), se comprend au sens du système nerveux activé par la souffrance et cherchant à lutter contre la souffrance.
Dans le modèle comportemental fuite-combat-inhibition, le système sympathique active les réactions de fuite et de combat,. Il agit sur les viscères et les muscles,. Notamment, il stimule :
- la circulation sanguine générale, par :
  - l’augmentation de la fréquence cardiaque (tachycardie) ;
  - une vasoconstriction périphérique ;
  - l’augmentation de la pression artérielle ;
- la capacité respiratoire, par l’augmentation du diamètre des bronches (bronchodilatation) ;
- l’approvisionnement énergétique des cellules, par la synthèse et la libération de glucose dans le sang par le foie ;
- la chaleur corporelle (thermogénèse) ;
- la sudation, par stimulation des glandes sudoripares ;
- la performance musculaire volontaire, notamment par la vasodilatation des muscles squelettiques sous contrôle volontaire du système nerveux central ;
- la vigilance à l'environnement, par la dilatation des pupilles (mydriase) ;
- l'orgasme, et en particulier l'éjaculation chez l'homme.

Dans le même temps, le système sympathique inhibe :
- l’activité viscérale, par :
  - une vasoconstriction locale ;
  - la diminution des mouvements intestinaux (péristaltisme) ;
- l'évacuation des urines et des selles, par :
  - la contraction du sphincter interne de la vessie ;
  - le relâchement du muscle détrusor[6] ;
  - la contraction du sphincter interne anal ;

## Anatomie
Les ganglions sympathiques sont organisés en deux paires de chaînes neuronales. De chaque côté de la colonne vertébrale se trouvent une chaîne pré-aortique (ou pré-vertébrale) et une chaîne para-aortique (ou para-vertébrale). Le système nerveux sympathique fonctionne également sur un modèle à deux neurones. Un neurone pré-ganglionnaire, naissant dans le système nerveux central, fait synapse sur un neurone post-ganglionnaire, qui innerve le tissu cible (vaisseau, muscle, etc.).
Le corps cellulaire du neurone pré-ganglionnaire est localisé dans la moelle épinière dorsale ou lombaire. Le corps cellulaire du neurone post-ganglionnaire est localisé dans un ganglion. Les prolongements des neurones pré-ganglionnaires sont courts car ils innervent les ganglions localisés au centre de la chaîne sympathique. En revanche, les prolongements des neurones post-ganglionnaires sont très longs, pour se terminer au niveau des tissus cibles. 

## Neurotransmission

### Transmetteurs
Le neuromédiateur des neurones pré-ganglionnaires est l'acétylcholine, tandis que celui des neurones post-ganglionnaires est en général la noradrénaline, dans une moindre mesure l’adrénaline (une autre catécholamine), et sinon l'acétylcholine. Les glandes médullosurrénales sont considérées comme un ganglion nerveux sympathique mais le système sympathique ne se superpose pas tout à fait au système adrénergique car son action dépend aussi de l’acétylcholine.

### Récepteurs
Il existe plusieurs types et sous-types de récepteurs sensibles à l’adrénaline et à la noradrénaline :
- α-1 : présent sur les fibres musculaires lisses des vaisseaux, entraînant leur contraction (vasoconstriction) ;
- α-2 : de localisation pré-synaptique (effet inhibiteur sur la synapse) ;
- β-1 : présent sur le cœur dont il renforce l'activité (battements plus rapides et plus forts) ;
- β-2 : présent localement sur certains tissus et permet une vasodilatation des artères ou une dilatation des bronches ;
- β-3 : présents sur les adipocytes, stimule la thermogénèse.

Le récepteur β, situé dans la membrane plasmique des cellules sensibles, est constitué d'une chaîne protéique transmembranaire repliée sept fois en épingle à cheveux. Son extrémité C terminale est intracellulaire alors que l'extrémité N terminale fait surface à l'extérieur de la membrane.